# APOEL Nicosie (basket-ball)
Maillots
Apoel Nicosie (grec moderne : ΑΠΟΕΛ) est un club chypriote de basket-ball basé à Nicosie. Le club a débuté en 1947 et est l'un des clubs les plus titrés de Chypre avec 11 championnats de l'élite, 11 coupes nationales et 10 Supercoupes. Le club de basket-ball est partie intégrante du club multisports APOEL

## Historique
APOTL (athlitikos poutsokoumnistikos omilos TOURKWN lefkwsias) (Groupe athlétique poutsokoumnistikos des Turcs de Nicosie) a été créée en 1926, mais l'équipe de basket-ball a été créé en 1947. Le premier titre pour l'équipe fut la Supercoupe de Chypre en 1972, suivi de la Coupe nationale l'année suivante. Le club remporte le championnat pour la première fois en 1976.
Les années 1990 marquent la décennie la plus réussie pour APOEL. Le club remportant 4 championnats, 5 Coupes et 4 Supercoupes au cours de cette période, dont une doublé lors de la saison 1995-96.
Le club effectue à nouveau le doublé en 2002 avant 7 ans de disette sans aucun titre de champion. APOEL remporte finalement le championnat en 2009. L'équipe a renouvelé sa performance en 2010 en remportant un deuxième championnat consécutif et en atteignant les quarts de finale de l'EuroChallenge, à ce jour leur meilleure saison dans les compétitions européennes.

### La salle
Lefkotheo Indoor Arena (2 200 places)

## Palmarès
National
- Championnat de Chypre (11) : 1976, 1979, 1981, 1995, 1996, 1998, 1999, 2002, 2009, 2010, 2014
- Coupes de Chypre (12) : 1973, 1979, 1984, 1986, 1991, 1993, 1994, 1995, 1996, 2002, 2003, 2016
- Supercoupes (10) : 1972, 1976, 1986, 1994, 1995, 1996, 1998, 2001, 2002, 2010

## Entraîneurs
- 1997-1998 :  Johnny Neumann
- 2006-2007 :  Dragan Raca
- 2010-2011 :  Yannis Christopoulos

## Joueurs célèbres ou marquants
| Chypre - Giorgos Anastasiadis - Panagiotis Serdaris - Charis Soleas Bermudes - Sullivan Phillips Angleterre - Kyle Johnson - Ogo Adegboye Tchéquie - Ales Chan - Michal Křemen Cameroun - Cyrille Makanda Slovénie - Jure Balažič Croatie - Saša Čuić France - Mickael Mokongo | Israël - Amit Tamir Lituanie - Martynas Andriukaitis Mali - Ousmane Cissé Monténégro - Balša Radunović - Damjan Kandić Belgique - Gerben Van Dorpe Serbie - Milan Dozet - Dušan Jelić - Aleksandar Radojević | États-Unis - Rashid Atkins - Rasheed Brokenborough - Lonnie Cooper - Charron Fisher - Darrin Fowlkes - Earl Harrison - Brandon Heath - Jason Rowe - Rick Hughes - Ryan Humphrey - Mike Jones - Wykeen Kelly - Frankie King - Jeron Roberts - Lewis Sims - Loren Stokes - Tyson Wheeler - Martin Zeno |